# Никола Коча Лупу
Никола Коча Лупу e баща на молдовския княз Василий Лупу.

## Биография
Сведенията за Никола Коча са оскъдни. Известно е, че е син на някой си Папас Коча и че е роден някъде в средата на 16 век. Според някои проучвания семейството му живее в Арбанаси, днешна България. Не е сигурно за кое Арбанаси става въпрос. Някои приемат, че се касае за Търновското Арбанаси, а други за Долно Арбанаси - днешното Пороище, Разградско. Родът му е с албански или гръко-аромънски произход, а предците му са преселници от Епир.
По това време търговците на добитък от Балканите минавали северно от Дунава и купували евтино добитък и го продавали на двойна и тройна цена в Цариград. Някои от тези джелепи, сновящи между отвъддунавските княжества и Цариград, са били несъмнено албанци от днешна Северна България. Вероятно така в Молдова се озовава Никола Лупу, който благодарение на натрупаното богатство и последващ успешен брак успява бързо да се издигне. Първоначално Никола Коча се установил край дунавското село Монтеня, а по-късно се заселил в град Търговище, замогнал се, направил църква и учредил манастира „Стела“. Както изглежда той показал внимание и към българския манастир „Зограф“ в Света гора, тъй като в черква в молдовския град Васглуй е открита позлатена сребърна чаша (потир) с църковнославянски надпис, гласящ, че е подарена от бащата на Василий Лупу през 1630 г. за църквата „Св. Георги“ в Зографския манастир. През 1641 г. Василий Лупу подарява на Зографския манастир няколко чифлика отвъд реката Прут, т.е. в Бесарабия. На 26 март 1651 г. той подарява пак на Зографския манастир богатия румънски манастир „Добровец“ с обширните негови имоти.
Още в края на 16 век Коча започва своята кариера във влашкия и молдовски княжески двор. През 1593 г. Кочи е вече велик войвода на Молдова, а след година бан на Влашко. По-късно преминава през редица високопоставени длъжности и еднакво добре приеман от владетелите и на двете
княжества. Никола Кочи е женен за Ирина, дъщеря на молдовски болярин. От нея той има трима сина Василий, Георги и Гаврил, сред които най-важният бил бъдещия княз на Молдова Василий Лупу. Погребан е в манастира Стеля в старата столица Търговище.